# Lubowidz
Lubowidz – miasto w Polsce położone w województwie mazowieckim, w powiecie żuromińskim, w gminie Lubowidz. Położony jest nad rzeką Wkrą, na drodze z Lidzbarka Welskiego do Żuromina, 10 km od Żuromina.
Lubowidz uzyskał lokację miejską w 1521 roku, zdegradowany w 1660 roku, po wojnach szwedzkich. Status miasta odzyskał z dniem 1 stycznia 2019.
Miejscowość jest siedzibą gminy Lubowidz oraz rzymskokatolickiej parafii św. Andrzeja Apostoła.

## Położenie
Miasto położone jest nad rzeką Wkrą, na drodze z Lidzbarka Welskiego do Żuromina, 10 km od Żuromina, na skraju Górznieńsko-Lidzbarskiego Parku Krajobrazowego.

## Historia
Nazwa miasta pochodzi od staropolskiego imienia Lubowid.
Pierwsza wzmianka o tej miejscowości pochodzi z 1345 r., kiedy to książę płocki, Bolesław III, nadając wieś Wojciechowi i Mikołajowi Nagórkom przeniósł ją na prawo niemieckie. „(...) W 1531 r. król Zygmunt I Stary nadał wsi prawa miejskie. Właściciele miasta Jan i Wojciech Lubowidzcy piastowali na jego dworze urzędy pisarzy królewskich”. Po wojnach szwedzkich Lubowidz utracił prawa miejskie. Parafię w Lubowidzu erygował prawdopodobnie bp Klemens w II poł. XV w. Do 1908 Żuromin należał do tej parafii.
Po drugiej wojnie światowej roku siedziba wiejskiej gminy Rozwozin. W latach 1975–1998 miejscowość administracyjnie należała do województwa ciechanowskiego.
10 lipca 1968 roku Lubowidz spłonął prawie w całości. Spłonęło 301 budynków, w tym 74 mieszkalne spośród 418 w całej miejscowości.   Zginęła 1 osoba, a 2 zostały poparzone. Do dziś zachowało się niewiele drewnianych domów. Na uwagę zasługuje dom, który przed II wojną światową pełnił rolę szkoły.

### Konsultacje lokalne w sprawie nadania statusu miasta (2018)

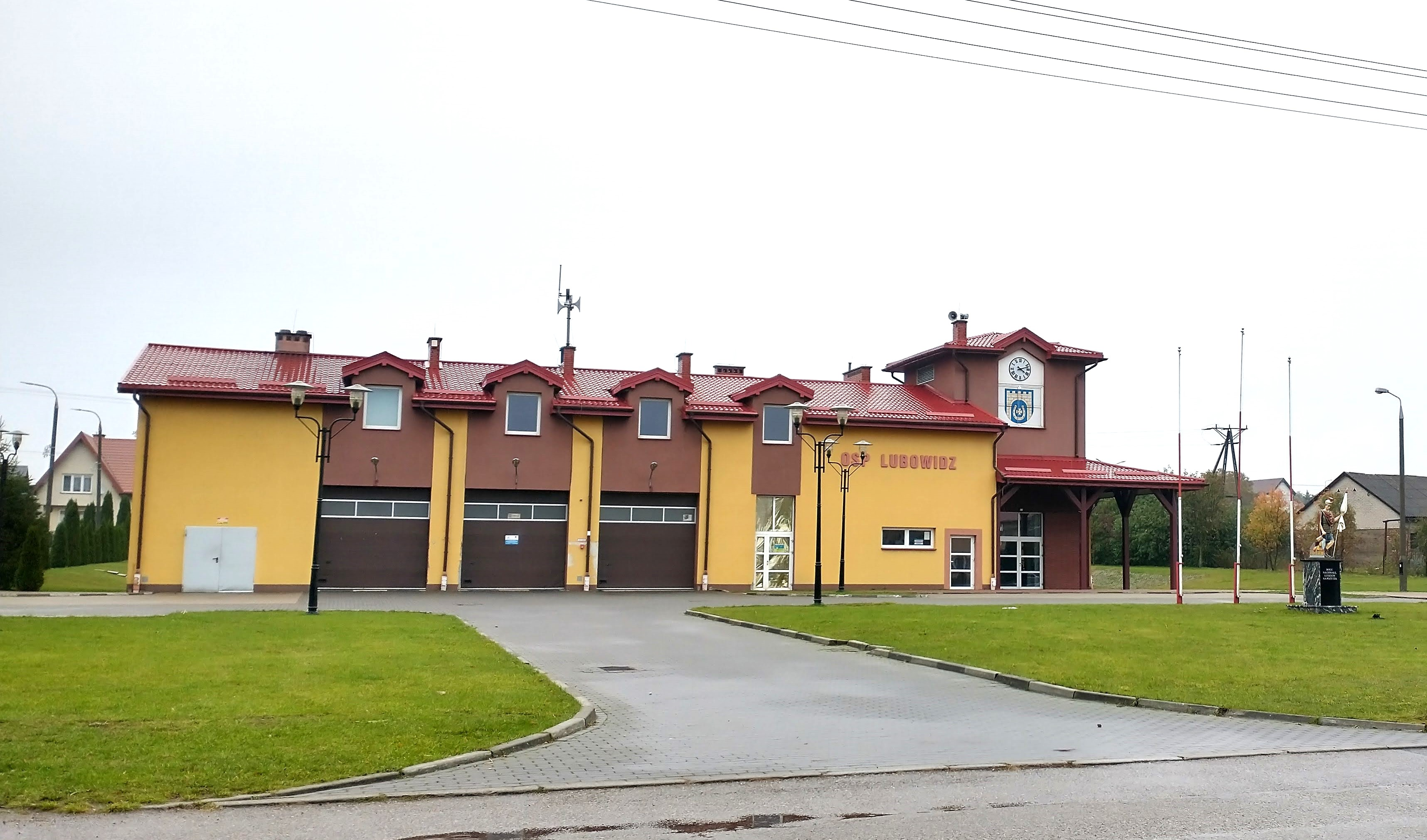
Remiza OSP

16 stycznia 2018 radni gminy Lubowidz podjęli uchwałę w sprawie przeprowadzenia konsultacji społecznych dotyczących nadania statusu miasta Lubowidzowi; konsultacje przeprowadzone zostały w terminie od 15 lutego do 15 marca 2018; do granic administracyjnych ewentualnego miasta planowane było włączenie Galumina, Pątek oraz Dziw. Uchwałą 306/LV/2018 z dnia 28.03.2018 r. Rada Gminy wystąpiła z wnioskiem o nadanie Lubowidzowi statusu miasta.
W pierwszym projekcie rozporządzenia MSWiA z 4 lipca 2018 negatywnie zaopiniowany Lubowidz nie miał się znaleźć w gronie przyszłych miast. Jednak 17 lipca 2018 Komisja Wspólna Rządu i Samorządu Terytorialnego zajmowała się rozporządzeniem Rady Ministrów w sprawie ustalenia granic niektórych gmin i miast oraz nadania niektórym miejscowościom statusu miasta. Resort spraw wewnętrznych i administracji wniósł zatem o poprawkę do rozporządzenia by w wśród miejscowości, które otrzymają status miasta, znalazł się także Lubowidz. Pokierowano się kryteriami takimi jak: wysokie poparcie zarówno mieszkańców Lubowidza (80,7%) jak i pozostałej części gminy (84, 6%) przy bardzo wysokiej frekwencji w konsultacjach (ponad 60%); poparcie wojewody mazowieckiego; prawa miejskie od 1531 roku (a ponieważ był miastem prywatnym, stąd w zabudowie nie wykształcił się rynek); wyraźnie wykształcone centrum (urząd gminy, szkoła, kościół); zwarty obszar zurbanizowany. Zgodnie z zarzutami w ostatecznej formie dokumentu znalazł się Lubowidz 1 stycznia 2019 status miasta został przywrócony.

## Architektura

### Zabytki
W mieście znajduje się stary młyn nad rzeką Wkrą (przerobiony na elektrownię wodną), cmentarz ze starą kaplicą oraz okoliczne lasy (z licznymi figurkami), łąki i starorzecze Wkry.

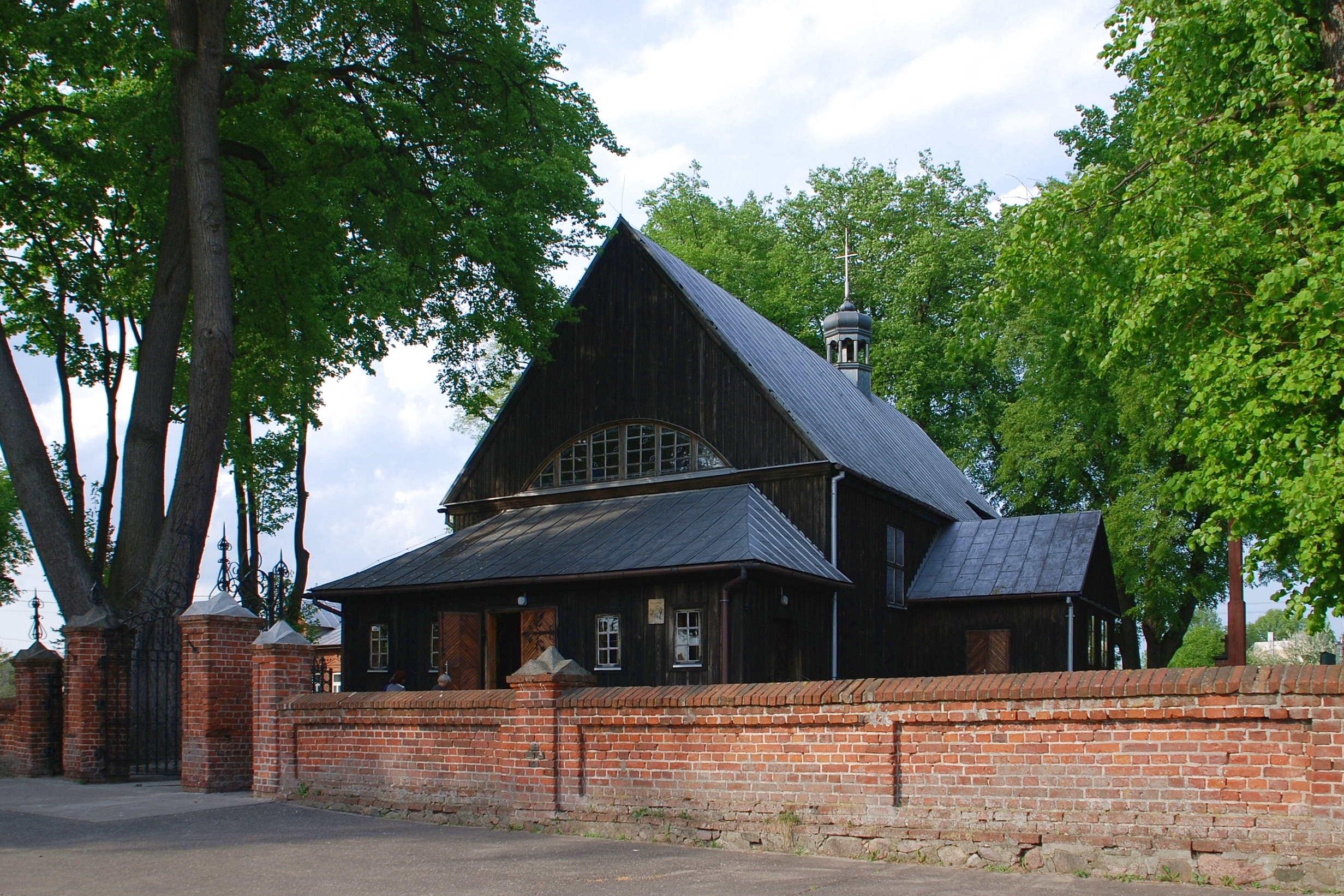
Kościół parafialny w Lubowidzu od frontu

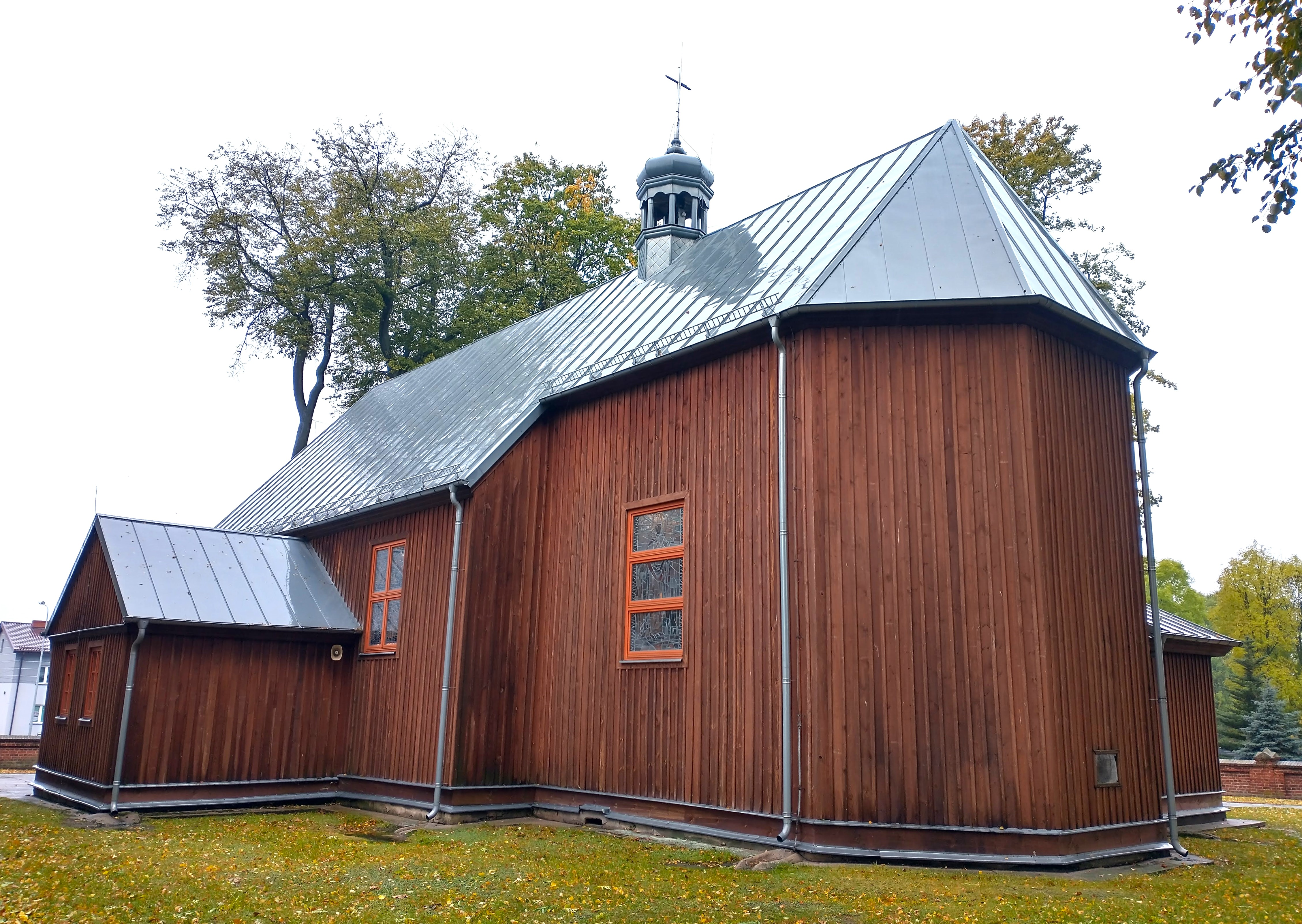
Kościół parafialny w Lubowidzu

W Lubowidzu znajduje się drewniany kościół z 1802 roku otoczony lipami (pomnikami przyrody). Jest to drugi kościół w tej miejscowości. Pierwszy zbudowany zapewne w poł. XIV w. dzięki fundatorom – braciom Nagórkom – spłonął 30 maja 1798 roku Fundatorem nowego kościoła był K. Sierakowski – właściciel Lubowidza. Poświęcenie odbyło się 10 maja 1804 roku. Wnętrze kościoła podzielone jest na trzy nawy pięcioma parami słupów o toskańskich głowicach. W kościele znajdują się trzy ołtarze: ołtarz główny z pocz. XIX w., w którym znajdują się obrazy: w dolnej kondygnacji nastawy Matki Bożej z Dzieciątkiem Jezus przekazującej różaniec św. Dominikowi Guzmanowi, zaś na zasuwie św. Andrzeja Apostoła a po bokach rzeźby Ewangelistów. W górnej kondygnacji retabulum obraz św. Józefa Oblubieńca N.M.P. z Dzieciątkiem Jezus, oraz po bokach rzeźby świętych Apostołów Piotra i Pawła; ołtarze boczne: lewy Najświętszego Serca Jezusowego zaś na zasuwie Matka Boża z Dzieciątkiem, w górnej kondygnacji św. Antoni z Padwy z Dzieciątkiem Jezus; prawy św. Walentemu, w górnej kondygnacji św. Roch. Polichromię (1966 rok) i witraż (1968 rok) wykonał H. Domurat. Na szczególną uwagę w kościele zasługują m.in.: ambona z 1825 roku, organy z XVIII w. z rzeźbami muzykantów grających na trąbce, bębnie i skrzypcach, feretron z poł. XIX w., dwa krucyfiksy z XVIII–XIX w., relikwiarz w formie krzyża św. Klemensa, trzy ornaty z tkanin: brokatu aksamitnego, tkaniny francuskiej, adamaszku z XVIII–XIX w. oraz witraże. W kościele znajduje się klasycystyczna chrzcielnica z około 1825 roku Tu przyjęli sakrament chrztu świętego: błogosławiony biskup Leon Wetmański – męczennik II wojny światowej i błogosławiona Ludwika Szczęsna (Matka Klara), współzałożycielka żeńskiego Zgromadzenia Służebnic Najświętszego Serca Jezusowego (siostry Sercanki).